# War Paint
War Paint é um filme western estadunidense de 1953, dirigido por Lesley Selander. Filmado em Pathecolor com locações no Vale da Morte.

## Elenco
- Robert Stack...tenente Billings
- Joan Taylor...Wanima
- Charles McGraw...Sgt. Clarke
- Keith Larsen...Taslik
- Peter Graves...Tolson
- Robert J. Wilke...Grady
- Walter Reed...Allison
- John Doucette...Charnofsky
- Douglas Kennedy...Clancy
- Charles Nolte...cabo Hamilton
- James Parnell...Martin
- Paul Richards...Perkins
- William Pullen...Jeb
- Richard H. Cutting...Comissário Kirby (creditado como Richard Cutting)

## Sinopse
Antes dos letreiros iniciais, é visto o tiroteio entre o Comissário Índio Kirby, o último sobrevivente de sua companhia militar e que acaba sendo morto, e os índios Taslik e Wanima, filhos do chefe Nuvem Negra.
Em seguida, é mostrada a patrulha do tenente Billings que escoltava o cabo Hamilton, um cartógrafo, em seu trabalho de mapear uma vasta região. Após 48 horas, retornavam exaustos quando recebem novas ordens, trazidas pelo cavalariano Grady, para voltarem e se encontrar com Kirby num posto comercial, e daí partirem para entregar um recente tratado de paz ao cacique Nuvem Negra. Mas o líder índio marcou um prazo para esse envio e, sem encontrarem com Kirby, os soldados aceitam os serviços de guia de Taslik, que estava no local. Não sabem que o índio é contra a paz com os homens brancos e planeja, junto com a irmã, matar todos os soldados no caminho e dar início a guerra, impedindo a entrega do tratado.

## Produção
War Paint foi o primeiro filme de Howard W. Koch e Aubrey Schenck da Bel-Air Productions, que inicialmente assinaram com a United Artists para produzirem três filmes.  Como Schenck ainda estava sob contrato com a RKO Pictures ele não teve seu nome creditado como roteirista.
O rascunho do roteiro inicialmente previa um "tiro de misericórdia", que foi vetado pelo Production Code of America.